# الملكية المزدوجة لإنجلترا وفرنسا
ظهرت الملكية المزدوجة لإنجلترا وفرنسا خلال المرحلة الأخيرة من حرب المائة عام عندما تنازع شارل السابع ملك فرنسا وهنري السادس ملك إنجلترا على خلافة عرش فرنسا. بدأت في 21 أكتوبر عام 1422 بعد وفاة الملك شارل السادس ملك فرنسا، الذي وقع معاهدة ترويس حيث تخلى فيها عن التاج الفرنسي لنسيبه هنري الخامس ملك إنجلترا وورثة هنري. استبعدت المعاهدة نجل الملك شارل، ولي العهد شارل، الذي كان بموجب حق البكورة وريث مملكة فرنسا. رغم أن المعاهدة صُدقت من قبل المجمعات العامة لفرنسا، إلا أن هذا الفعل كان مخالفًا لقانون الخلافة الفرنسي الذي نص على عدم تمليك التاج الفرنسي. أصبح هنري السادس، ابن هنري الخامس، ملكًا لكل من إنجلترا وفرنسا ولم يُعترف به إلا من قبل الإنجليز والبرغنديين حتى عام 1435 باعتباره هنري الثاني ملك فرنسا. وتوج ملكًا على فرنسا في 16 ديسمبر عام 1431.
من الناحية العملية، ادعاء الحكم القانوني للملك هنري بالسيادة القانونية والشرعية كملك لفرنسا لم يُعترف به إلا في الأراضي التي يسيطر عليها الإنجليز والحلفاء في فرنسا والتي كانت تحت سيطرة مجلس الوصاية الفرنسي، بينما كان ولي العهد ملكًا لفرنسا في جزء من المملكة جنوب لوار.
تُوج ولي العهد باعتباره شارل السابع ملك فرنسا في رانس في 17 يوليو عام 1429، بمساعدة الجهود العسكرية لجان دارك، التي اعتقدت أن مهمتها هي تحرير فرنسا من الإنجليز وإعادة ولي العهد شارل في رانس إلى الحكم. في عام 1435، تخلى دوق برغونية عن التزاماته تجاه هنري السادس بأمر من المندوب البابوي، واعتُرف بشارل السابع كملك شرعي لفرنسا. كان انشقاق هذا النبيل الفرنسي القوي دليل على تدهور حكم هنري الفعلي على فرنسا. انتهى النظام الملكي المزدوج باستيلاء قوات شارل السابع على بوردو في 19 أكتوبر 1453 بعد انتصارهم النهائي في معركة كاستيلون (17 يوليو 1453)، وبذلك انتهت حرب المائة عام. طُرد الإنجليز من جميع الأراضي التي كانوا يسيطرون عليها في فرنسا، باستثناء كاليه. وهكذا نصب شارل السابع نفسه كملك بلا منازع لكل فرنسا تقريبًا.

## الخلفية
كان الإنجليز والفرنسيون في حالة حرب مستمرة لخلافة السيادة على فرنسا. تصاعدت حرب المائة عام (1337-1453)، ووصل الصراع بين البلدين إلى ذروته في سلسلة متقطعة من مراحل القتال، حيث تنتهي كل مرحلة عادة بهدنة مؤقتة تستمر لبضع سنوات. في المرحلة الأولى، حقق إدوارد الثالث بعض الانتصارات المذهلة ضد الفرنسيين، وأبرزها في معركة كريسي وسلاوس. أسر ابنه إدوارد الأمير الأسود، الملك الفرنسي جون الثاني في معركة بواتييه عام 1356، وهزم الجيش الفرنسي. شهد عام 1360 نهاية المرحلة الأولى وفرصة للسلام.
في معاهدة بريتيني، دُفع فدية لتحرير الملك الفرنسي بمبلغ يساوي ضعف إجمالي المملكة الفرنسية. بالإضافة إلى ذلك، منح الفرنسيون إدوارد الثالث إقليم أكيتانيا، وبالتالي استعاد إحدى الدوقيات الرئيسية للإمبراطورية الأنجوية السابقة. ومع ذلك، أُجبر إدوارد الثالث على التخلي عن لقبه كملك شرعي لعرش فرنسا، واستند هذا الادعاء إلى والدته إيزابيلا. صعد إلى العرش شارل الخامس في عام 1369، استؤنفت الأعمال العدائية من قبل الفرنسيين الذين أعلنوا الحرب، وبالتالي خرقوا المعاهدة. لكن هذه المرة أدت إلى هزائم إستراتيجية محرجة للجانب الإنجليزي. كانت إستراتيجية شارل هي مهاجمة القلاع، حيث كانت الانتصارات الإنجليزية أقل تأكيدًا، وتجنب المعارك الضارية مع الإنجليز. بهذه الخطوة الاستراتيجية الهامة، أُعيد السيطرة على ممتلكات الإنجليزي في إقليم أكيتانيا بسرعة. خسر الإنجليز، الذين أصبحوا الآن في موقف دفاعي، المزيد من الأراضي، واحتفظوا بأجزاء فقط من غشكونية وعدد قليل من المدن الساحلية. في تلك الأثناء، كان إدوارد يتقدم في السن ولم يعد مناسبًا لقيادة المعركة. توفي ابنه، أمير ويلز، قبله بسنة، وهكذا عندما توفي إدوارد الثالث عام 1377، أصبح حفيده ريتشارد الثاني ملكًا.
كانت هناك هدنة أخرى في عام 1396 عندما تزوج ريتشارد الثاني من إيزابيلا من فالوا، ابنة الملك شارل السادس ملك فرنسا، ما يمثل نهاية المرحلة الثانية. ومع ذلك، لم يدم السلام طويلًا، ففي عام 1399، سلب هنري الرابع عرش ريتشارد بينما كان ريتشارد في أيرلندا، ما أثار العداء الفرنسي في عام 1403 الذي كان بمثابة بداية المرحلة الثالثة من الحرب.

## الملك المحارب
كانت السمة الرئيسية لعهد هنري الرابع في إنجلترا هي الصراع الداخلي والتمرد، ونتيجة لذلك، شارك هنري الخامس في المعارك منذ سن مبكرة. كان أول اختبار له في المعارك حروب ويلز: قاتل هنري في معركة شروزبري عام 1403. أثناء معارك ويلز أُصيب بسهم في الجزء السفلي في من وجهه. مرت عبر فكه وخرجت من الجانب الآخر. كان فرسان هنري يعبئون المواقع الويلزية، لذلك على الرغم من إصابته، رفض هنري مغادرة الميدان وفاز الإنجليز في ذلك اليوم.
وظف هنري الرماة الإنجليز والويلزيين على نطاق واسع في حملته في أجينكور. عند وفاة هنري الرابع، دُعم توماس، دوق كلارنس (الأخ الأصغر لهنري الخامس) باعتباره الوريث بدلًا من هنري. عُين ولي العهد دوق جوين، الذي كان غشكونيًا إنجليزيًا، حيث أراد الأرماجناك استعادة غشكونية تحت سيادتهم الخاصة. كان على دوق كلارنس أن يقود الإنجليز في غشكونية وليس هنري. ما منحه فرصة لتولي عرش إنجلترا. بينما كان دوق كلارنس بعيدًا في غشكونية، استولى هنري الخامس على العرش. نجح هنري أيضًا في صد مخططات ولي العهد في منطقة جوين. عندما بدأ هنري حكمه في عام 1413، كانت الحرب الأهلية في فرنسا لا تزال مستمرة، طالب هنري ملك فرنسا بإعادة إقليم أكيتانيا، ونورماندي، وموانئ بروفنس، ومقاطعة تولوز القديمة (التي كانت تابعة للإمبراطورية الأنجوية])، ومناطق مين وأنجو. رفض الفرنسيون قبول مطالبه وتجاهلوا مزاعمه. في عام 1415، في سن الثامنة والعشرين، بدأ هنري غزوه لفرنسا الذي بلغ ذروته في معركة أجينكور.